# Дом, который построил Джек (фильм, 2018)
«Дом, который построил Джек» (англ. The House That Jack Built) — психологический триллер режиссёра Ларса фон Триера. В фильме снимались Мэтт Диллон, Бруно Ганц, Ума Турман, Шивон Фэллон, Софи Гробёль, Райли Кио и Джереми Дэвис. Сюжет картины рассказывает о серийном убийце Джеке, который в течение 12 лет, с 1970-х по 1980-е годы, совершает многочисленные убийства в американском штате Вашингтон. Лента использует первую часть «Божественной комедии» Данте Алигьери в качестве метатекста и представляет собой серию флэшбэков, в которых Джек рассказывает Вергилию о своих преступлениях.
Премьера картины состоялась на Каннском кинофестивале, ознаменовав возвращение фон Триера на фестиваль после более чем шестилетнего перерыва. Лента получила неоднозначные отзывы критиков: её критиковали за демонстрацию насилия, но при этом хвалили актёрскую игру Диллона и режиссуру фон Триера. Главного героя фильма сравнивали с реально существовавшим серийным убийцей Тедом Банди.

## Сюжет

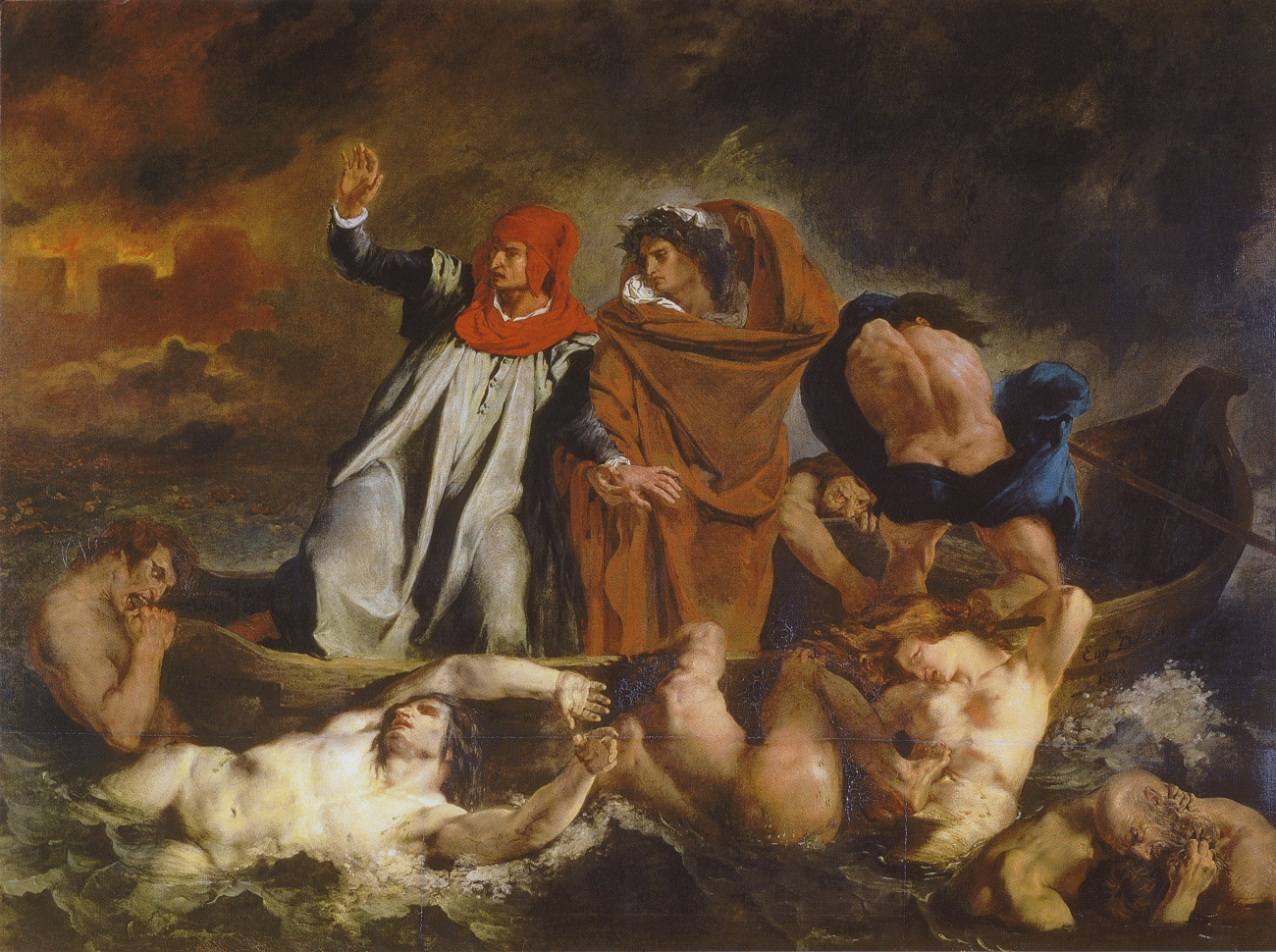
Ладья Данте, Эжен Делакруа, 1822

История рассказывает о Джеке (Мэтт Диллон), высокоинтеллектуальном серийном убийце, который в течение 12 лет совершил более 60 убийств. Фильм разделён на 5 инцидентов, в промежутке между которыми Джек ведёт закадровый диалог с неким Вёрджем (Бруно Ганц) на тему философии, этики и взгляда Джека на мир.

### 1-й инцидент
Джек едет по дороге на своём фургоне, когда неожиданно встречает женщину (Ума Турман), у которой сломалась машина. Ей необходимо починить сломанный домкрат, чтобы заменить колесо. После небольшого разговора и шутки, что она не должна быть в фургоне Джека, потому что он вполне может быть серийным убийцей, Джек соглашается отвезти женщину к своему знакомому механику, Санни. Он ремонтирует домкрат, но когда они оба (девушка и Джек) возвращаются к машине, домкрат снова ломается. Женщина просит вернуть её к Санни. Джек пытается объяснить девушке, что у него и так много дел, однако она упорно его не слушает. Во время поездки Джек не выдерживает, берёт шинный домкрат и убивает им девушку. Затем он отвозит её тело в промышленную морозильную камеру, приобретённую специально для таких случаев.

### 2-й инцидент
Джек стучит в дверь другой женщины (Шивон Фэллон) и утверждает, что он полицейский, который может помочь ей с пенсией покойного мужа. Женщина не верит ему, так как не видит его полицейского жетона. И тогда Джек придумывает новую легенду, что он якобы страховой агент, но под видом полицейского ходит по домам, собирая информацию для страховой компании. Он обманывает женщину, предлагая ей страховые выплаты, и когда она пускает Джека в дом, душит её. Но женщина не умирает сразу, она приходит в сознание, и Джек предлагает ей воды с пончиками в попытке заставить её задохнуться. Когда это не срабатывает, он снова душит женщину, а потом пронзает её сердце ножом. Её тело он погружает в фургон, но из-за одержимости идеей убрать каждую поверхность в доме он тратит слишком много времени и привлекает к себе внимание проезжающего мимо полицейского (Эдвард Спелирс). Хитростью Джеку удаётся спрятать тело в кустах (на время досмотра фургона), завести полицейского в дом, а позже ретироваться и, второпях привязав тело женщины к бамперу фургона, дотащить её до промышленного морозильника. След, оставленный на дороге трупом, вскоре смывает внезапно начавшийся ливень. Это наталкивает Джека на мысль дать себе прозвище «Мистер Изощрённость».

### 3-й инцидент
Джек едет на охоту с близкой ему женщиной (Софи Гробёль) и двумя её сыновьями, Грампи и Джорджем. Сначала он учит мальчиков стрелять по мишеням из ружья со смотровой вышки, а женщина в это время готовит еду для пикника. Но позже, когда дети оказываются с матерью на земле, Джек начинает стрелять по ним из снайперской винтовки. Вскоре он жестоко  убивает обоих сыновей на глазах у матери и заставляет шокированную женщину кормить мёртвого Джорджа пирогом. После этого Джек даёт женщине время, чтобы скрыться; потом ранит её, идёт по следу и добивает, подобно охотнику. В конце Джек берёт тело Грампи, её второго сына, и, используя свои познания в таксидермии, изменяет его вечно грустное лицо на гротескную улыбку.

### 4-й инцидент
Джек приходит домой к Жаклин (Райли Кио), молодой девушке, которую называет «Глупышкой», так как считает её недостаточно умной. Он признаётся, что на данный момент убил шестьдесят человек и является серийным убийцей Мистером Изощрённость. Сначала Жаклин не верит Джеку и думает, что он лжёт, но позже он пугает девушку, и она уходит. На улице Жаклин пытается рассказать полицейскому, находящемуся неподалёку от её дома, что Джек — убийца, но он ей не верит. В конце концов Жаклин возвращается обратно, где Джек связывает её, отрезает ей обе груди ножом, а потом убивает. Одну отрезанную грудь Джек подкладывает под дворник полицейской машины, в которой в тот момент никого нет, а из другой делает себе кошелёк.

### 5-й инцидент
Джек похищает пять человек, связывает их и ставит на колени в ряд, привязав головами к строительным козлам. Он рассчитывает убить всех пятерых одним выстрелом, но потом понимает, что пуля, купленная в оружейном магазине Эла (Джереми Дэвис), не является цельнометаллической. Педантичный Джек в ярости. Он едет к Элу, но тот под разными предлогами не принимает и не обменивает проданные ранее патроны. Тогда Джек отправляется к давнему знакомому Эс Пи (Дэвид Бэйли), однако он угрожает Джеку револьвером, утверждая, что полиция посетила его и Эла, чтобы узнать информацию о нём, так как подозревают его в ограблении. Джек убеждает его положить оружие, ведь они давно знают друг друга, и, когда Эс Пи это делает, убивает его ножом. Добыв, наконец, необходимую цельнометаллическую пулю у Эс Пи, Джек надевает его красный халат и убивает приехавшего на место преступления полицейского. Далее он угоняет полицейскую машину, на которой добирается до морозильного помещения. Там Джеку не хватает пространства, чтобы точно прицелиться в своих пятерых жертв, и ему приходится взламывать замёрзшую дверь в задней части морозильной камеры, которая раньше не открывалась. Войдя в ранее заблокированное помещение, Джек впервые видит Вёрджа. Он предполагает, что у Джека есть незавершённое дело, ведь он так и не достроил свой дом. Тогда Джек, используя тела жертв как материал, строит дом из них. Когда он заходит внутрь этого дома, то видит дыру в полу. В этот момент подоспевшие полицейские прожигают снаружи дверь и начинают стрелять. Джеку ничего не остаётся, кроме как скрываться в дыре вслед за Вёрджем.

### Эпилог: Катабасис
Эпилог является прямой отсылкой к «Божественной комедии» Данте. Вёрдж, который на самом деле является древнеримским поэтом Вергилием, ведёт Джека в ад. В процессе схождения в ад демонстрируются кадры про Кольскую сверхглубокую скважину, в которой по легенде были слышны человеческие крики из преисподней. Вёрдж приводит Джека в самый низ, на девятый круг ада, где над огромной пропастью находился мост. Проход на другой стороне пропасти ведёт из ада, предположительно, в чистилище, но сам мост разрушен. Вёрдж говорит, что хоть его самого это и сильно удивляет, но для Джека предназначен седьмой круг, а сюда он его отвёл, чтобы он знал, что могло его ждать, в ответ Джек замечает, что можно перебраться на другую сторону по отвесной скале, проходящей сбоку от моста. И хотя Вёрдж предупреждает его, что это ещё никому не удавалось, он, однако, не может ему это запретить, Джек вскарабкивается на скалу. Вёрдж, пожимая плечами, уходит, а Джек пытается перебраться на другую сторону. Вскоре он терпит неудачу и падает с обрыва вниз в огненную пропасть.
Фильм заканчивается под музыку «Hit the Road Jack» (с англ. — «Проваливай, Джек»).

## В ролях
| Актёр          | Роль       |
| -------------- | ---------- |
| Мэтт Диллон    | Джек       |
| Бруно Ганц     | Вёрдж      |
| Ума Турман     | женщина №1 |
| Шивон Фэллон   | женщина №2 |
| Софи Гробёль   | женщина №3 |
| Райли Кио      | Жаклин     |
| Эдвард Спелирс | Эд         |
| Джереми Дэвис  | Эл         |
| Дэвид Бэйли    | Эс Пи      |

## Производство

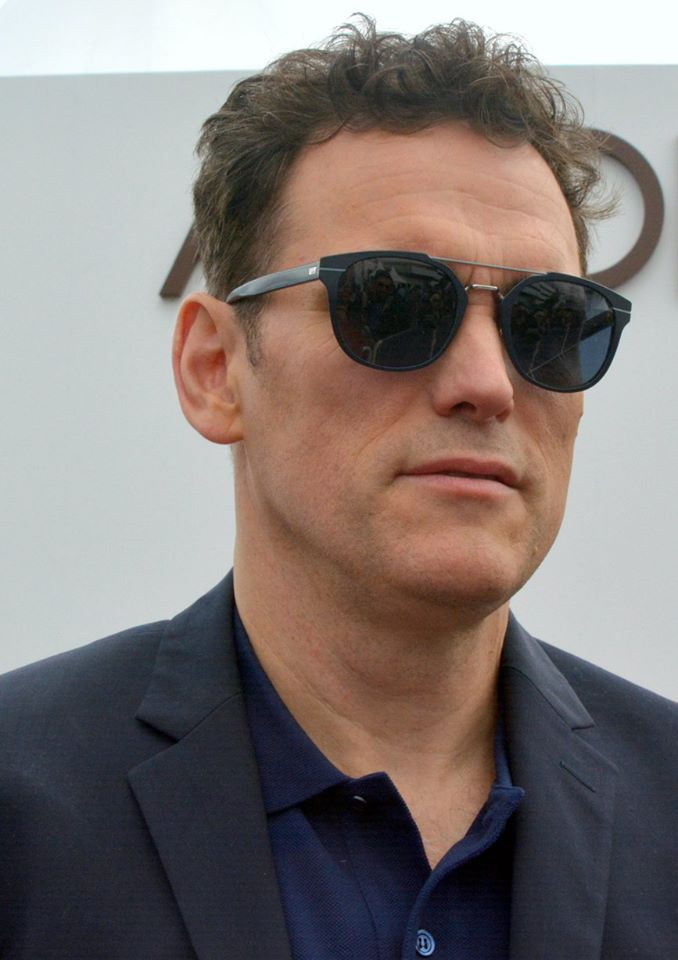
Мэтт Диллон на презентации фильма на Каннском кинофестивале

Первоначально Ларс фон Триер развивал идею снять телесериал, но в феврале 2016 года он объявил, что снимет фильм. В мае 2016 года после обстоятельного изучения истории жизни серийных убийц фон Триер завершил сценарий.
2 ноября 2016 года фон Триер заявил, что актёр Мэтт Диллон сыграет в фильме главную роль. Вскоре после этого, в феврале 2017 года, было объявлено, что Райли Кио и Софи Гробёль также присоединятся к съёмочному процессу. В марте 2017 года было объявлено, что в фильме примет участие Ума Турман.
Съёмки фильма стартовали в марте 2017 года в Швеции и спустя два месяца они завершились в Дании. После съёмок в Копенгагене отснятый материал отправился в студию постпродакшена и зрительных эффектов. Права на распространение фильма принадлежат компании TrustNordisk. Фильм снимался при поддержке кинокомпаний Франции, Германии, Швеции и Дании. Одним из сопродюсеров фильма стал Леонид Огарёв, президент ГК «Цезарь Сателлит».
В марте 2017 года фон Триер вёл переговоры о премьере фильма на Каннском кинофестивале, несмотря на то, что ранее он там был объявлен персоной нон-грата. По некоторым данным, фон Триеру предложили показать свой фильм вне конкурса, но он отказался. В то же самое время генеральный директор кинофестиваля Тьерри Фремо не исключал возможности появления фильма фон Триера в программе мероприятия. В итоге 19 апреля 2018 года было объявлено, что показ фильма состоится на Каннском кинофестивале вне конкурса.
В интервью изданию The Guardian Ларс фон Триер заявил, что его фильм вдохновлён Дональдом Трампом: «Фильм восхваляет идею того, что жизнь — злая и бессердечная штука. Это подтверждает недавнее воцарение homo trumpus, Крысиного короля».

## Релиз
14 мая 2018 года состоялась премьера фильма на Каннском кинофестивале, его показали вне конкурсной программы. В мае 2017 года кинокомпания IFC Films приобрела права на распространение фильма на территории США.

## Отзывы и оценки
На агрегаторе рецензий Rotten Tomatoes «рейтинг свежести» фильма составляет 60 % со средней оценкой 6,2 балла из 10 на основе 138 отзывов. На сайте Metacritic средневзвешенная оценка ленты составляет 42 балла из 100 на основе 29 рецензий, что означает «смешанные или средние отзывы».
С премьерного показа на Каннском кинофестивале из зала ушло около ста зрителей. Многие зрители и критики сходятся во мнении, что в фильме очень много неоправданной жестокости над женщинами и детьми. Редактор Variety Рамин Сэтудех написал: «Просмотр фильма был одним из самых неприятных в моей жизни». Несмотря на жестокость, после окончания фильма зрительный зал аплодировал стоя.
Французский журнал Cahiers du cinéma назвал «Дом, который построил Джек» одним из лучших фильмов 2018 года.

## Награды и номинации
| Награды и номинации | Награды и номинации                                       | Награды и номинации                                                             | Награды и номинации                            | Награды и номинации |
| Год                 | Награда                                                   | Категория                                                                       | Номинант                                       | Результат           |
| ------------------- | --------------------------------------------------------- | ------------------------------------------------------------------------------- | ---------------------------------------------- | ------------------- |
| 2018                | Гамбургский кинофестиваль                                 | Премия «Art Cinema Award»                                                       | Ларс фон Триер                                 | Номинация           |
| 2018                | Европейский фестиваль фантастических фильмов в Страсбурге | «Лучший художественный фильм»                                                   | Ларс фон Триер                                 | Победа              |
| 2018                | Европейский фестиваль фантастических фильмов в Страсбурге | «Лучший иностранный художественный фильм»                                       | Ларс фон Триер                                 | Номинация           |
| 2018                | Фестиваль фантастических фильмов на Канарских островах    | «Лучший актёр»                                                                  | Мэтт Диллон                                    | Победа              |
| 2018                | Фестиваль фантастических фильмов на Канарских островах    | «Лучший оригинальный сценарий»                                                  | Ларс фон Триер                                 | Победа              |
| 2019                | The Black Sea Film Festival                               | «Лучший художественный фильм»                                                   | Ларс фон Триер                                 | Победа              |
| 2019                | The Black Sea Film Festival                               | «Лучший режиссёр»                                                               | Ларс фон Триер                                 | Победа              |
| 2019                | The Black Sea Film Festival                               | «Лучшая операторская работа»                                                    | Мануэль Альберто Кларо                         | Победа              |
| 2019                | The Black Sea Film Festival                               | «Лучший монтаж»                                                                 | Якоб Секер Шульзингер, Молли Марлен Стенсгаард | Победа              |
| 2019                | The Black Sea Film Festival                               | «Лучший актёр»                                                                  | Мэтт Диллон                                    | Победа              |
| 2019                | The Black Sea Film Festival                               | Приз жюри за особые достижения                                                  | Ума Турман                                     | Победа              |
| 2019                | Кинопремия «Бодиль»                                       | «Лучшая работа художника-постановщика»                                          | Симона Грау Рони                               | Победа              |
| 2019                | Кинопремия «Бодиль»                                       | «Лучший актёр»                                                                  | Мэтт Диллон                                    | Номинация           |
| 2019                | Кинопремия «Роберт»                                       | «Лучшие визуальные эффекты»                                                     | Петер Хьёрт                                    | Победа              |
| 2019                | Кинопремия «Роберт»                                       | «Лучшая операторская работа»                                                    | Мануэль Альберто Кларо                         | Победа              |
| 2019                | Кинопремия «Роберт»                                       | «Лучший фильм»                                                                  | Луиза Вест, Ларс фон Триер                     | Номинация           |
| 2019                | Кинопремия «Роберт»                                       | «Лучший актёр»                                                                  | Мэтт Диллон                                    | Номинация           |
| 2019                | Кинопремия «Роберт»                                       | «Лучший монтаж»                                                                 | Якоб Секер Шульзингер, Молли Марлен Стенсгаард | Номинация           |
| 2019                | Кинопремия «Роберт»                                       | «Лучший звук»                                                                   | Кристиан Эйднс Андерсен                        | Номинация           |
| 2019                | Кинопремия «Роберт»                                       | «Лучший режиссёр»                                                               | Ларс фон Триер                                 | Номинация           |
| 2019                | Кинопремия «Роберт»                                       | «Лучший оригинальный сценарий»                                                  | Ларс фон Триер                                 | Номинация           |
| 2019                | Кинопремия «Роберт»                                       | «Лучшая работа художника-постановщика»                                          | Симона Грау Рони                               | Номинация           |
| 2019                | Кинопремия «Роберт»                                       | «Лучший дизайн костюмов»                                                        | Манон Расмуссен                                | Номинация           |
| 2019                | Кинопремия «Роберт»                                       | «Лучший грим»                                                                   | Дэннис Кнудсен                                 | Номинация           |
| 2019                | Fangoria Chainsaw Awards                                  | «Лучший актёр»                                                                  | Мэтт Диллон                                    | Номинация           |
| 2019                | Кинофестиваль «Капля»                                     | Специальная премия за международный вклад в развитие жанров остросюжетного кино | Йеркер Фальстрём                               | Победа              |
| 2020                | Кинопремия «Гопо»                                         | «Лучший европейский фильм»                                                      | Ларс фон Триер                                 | Номинация           |